# Sankt Peter-Ording
Sankt Peter-Ording ist eine Gemeinde im Kreis Nordfriesland in Schleswig-Holstein.

## Geographie

### Geographische Lage
Sankt Peter-Ording liegt im Südwesten der Halbinsel Eiderstedt in Schleswig-Holstein. Ein Teil der Gemarkung befindet sich im Nationalpark Schleswig-Holsteinisches Wattenmeer.

### Gemeindegliederung
Die Gemeinde Sankt Peter-Ording hat vier Ortsteile – Böhl, Bad, Dorf (Süd) und Ording. Im amtlichen Wohnplatzverzeichnis Schleswig-Holstein 1987 werden auch Wittendün als Ortsteil und Brösum als Dorf genannt. Dieses befindet sich als Straßendorf südlich von der Tümlauer Bucht.

### Nachbargemeinden
Direkt angrenzende Gemeindegebiete sind:
|  |                                             | Tümlauer Koog |
|  | Kompassrose, die auf Nachbargemeinden zeigt | Tating        |
|  |                                             |               |

### Geologie

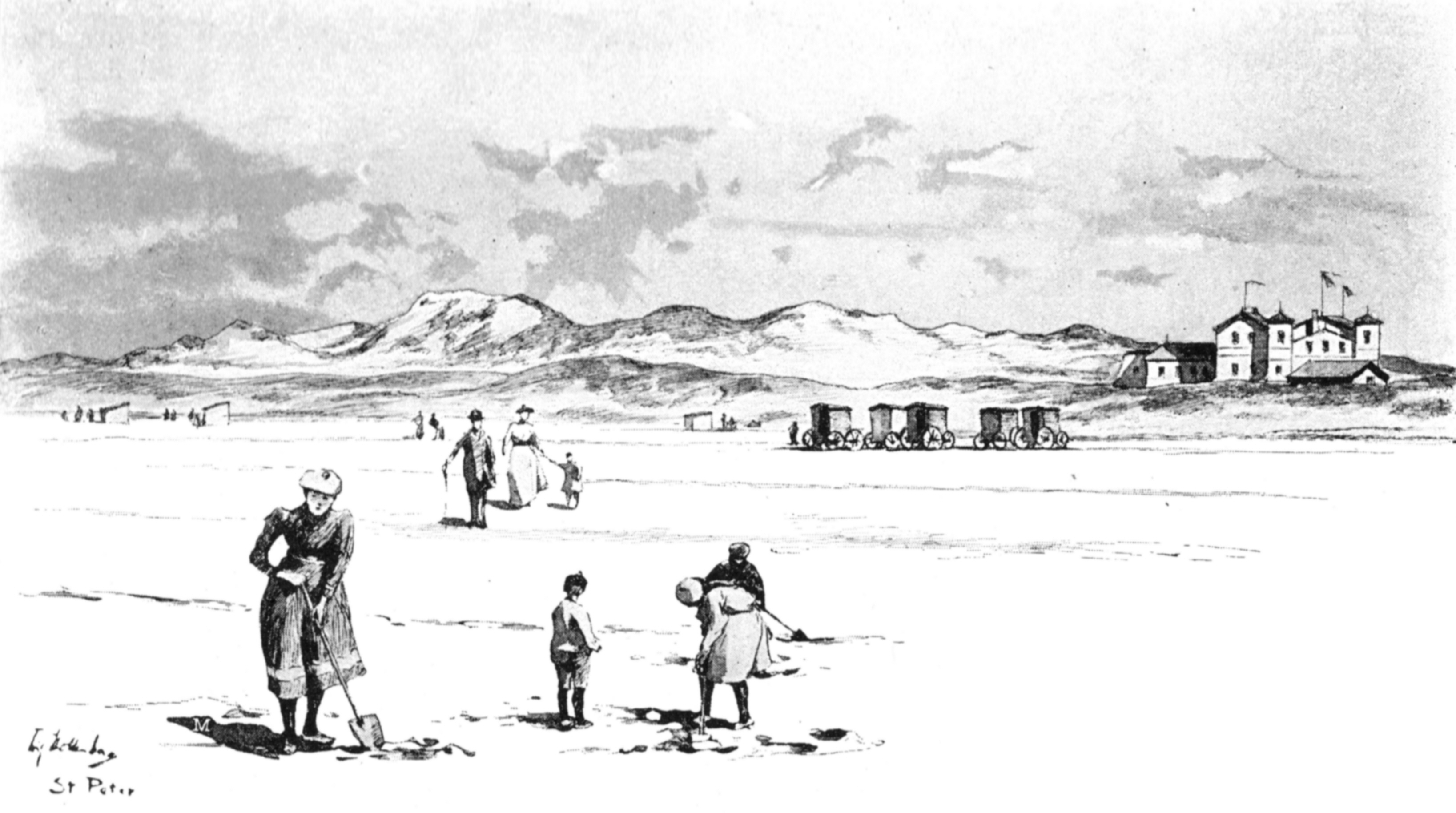
Der Strand von St. Peter um 1895

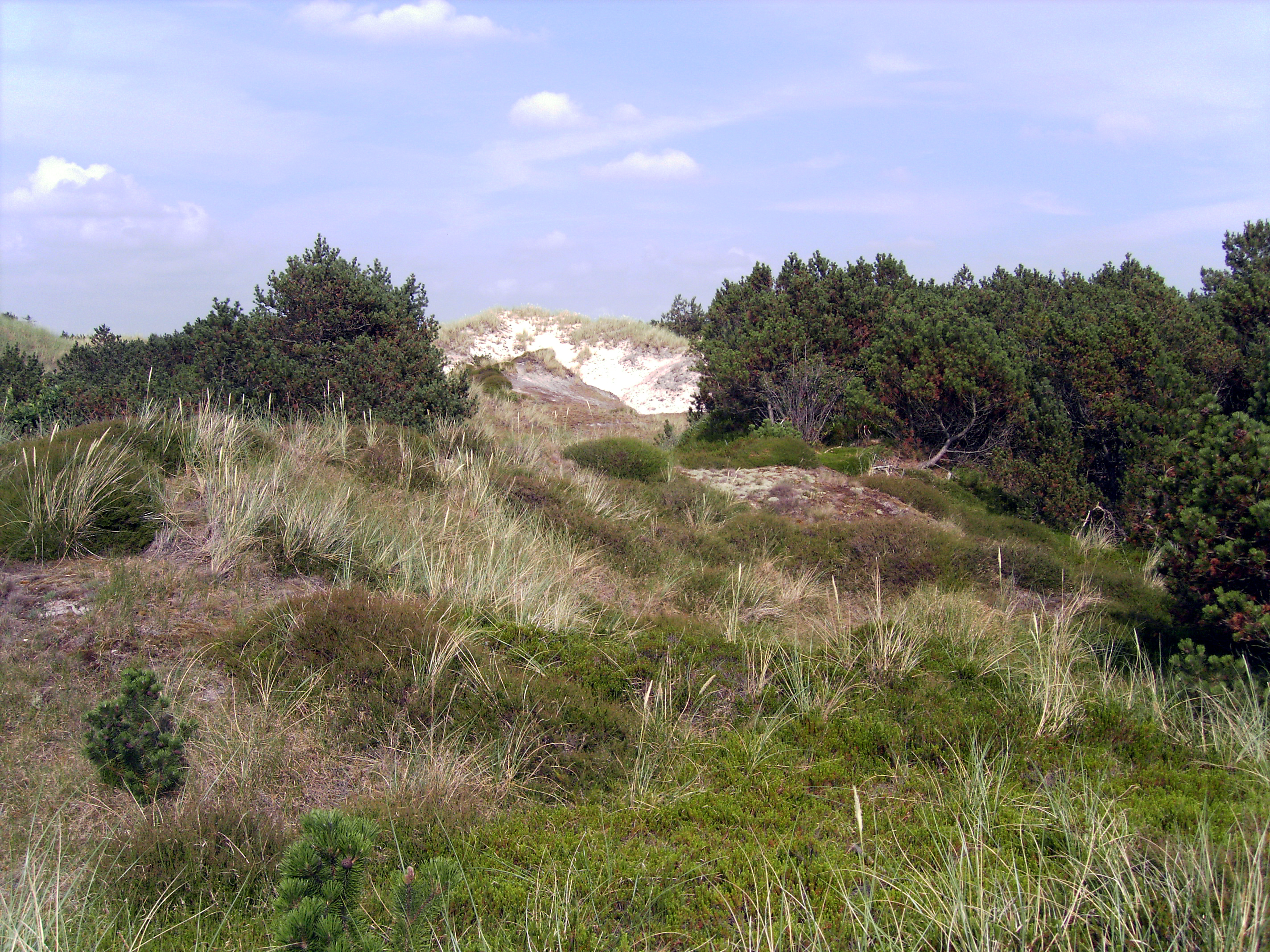
Düne bei St. Peter

Charakteristisch für Sankt Peter-Ording ist der weitläufige Strand. Er erstreckt sich auf einer Länge von bis zu zwölf Kilometern und (bei Niedrigwasser) auf bis zu zwei Kilometer Breite im Westen des Ortes. Seine Größe ist historisch durch die küstennahe Anlandung zweier Sandbänke, des Hitz- und Hochsichtsandes, an das Festland entstanden. Diese zählten zu den heute noch existierenden sogenannten Außensänden des Nordfriesischen Wattenmeeres. Daran schließt sich vor den Ortsteilen Bad und Ording ein Dünengürtel an. Ein weiterer Dünengürtel erstreckt sich binnendeichs vom Ortsteil Böhl bis in den Bereich zwischen Bad und Ording. Er wurde ab 1826 auf weiten Strecken nachträglich bewaldet, um den Sandflug zu bremsen. Hier befindet sich auch die mit 16,6 Meter über NHN höchste natürliche Erhebung der Gemeinde, Maleens Knoll.
Vor dem Deich hat sich vom südlichen Ortsende bis hinter die Seebrücke eine Salzwiesenlandschaft ausgebildet. Da sie weder beweidet wird noch mit Grüppen versehen ist, hat sie eine besondere ökologische Bedeutung. Im Gegensatz zu anderen Salzwiesen an der Nordseeküste gibt es hier zahlreiche kleine Tümpel und Pfützen. Im landnäheren Teil werden sie nur noch gelegentlich und nicht einmal mehr jedes Jahr von Salzwasser überflutet, so dass sich hier – heute ungewöhnlich direkt in Nordseenähe – Amphibien wie Grasfrosch, Moorfrosch und Erdkröte angesiedelt haben und sich Kreuzkröten regelmäßig fortpflanzen.
Der Tidenhub beträgt am Ort bis zu drei Meter.
Landwärts wird die natürliche Oberfläche durch west-östliche ehemalige Strandwälle und den dazwischen liegenden Marschenboden geprägt.

### Klima
Wie für Küstenregionen typisch, herrscht auch in Sankt Peter-Ording Seeklima mit milden Wintern und kühlen Sommern. Windstärken von 7 bis 10 sind keine Seltenheit.
Das Inselklima, insbesondere die Luft an Dünen und Strand, die der Salzwiese und die des Waldes, enthält wertvolle Aerosole, darunter Natriumchlorid und Iod. Zusätzlich sorgt der niedrige Allergengehalt für eine reine Luft.
Diese besonderen Eigenschaften und die klimatischen Wechselwirkungen werden zur Thalassotherapie genutzt.
Ein Aufenthalt in Sankt Peter-Ording soll den Stoffwechsel und das Herz-Kreislauf-System stärken sowie die körpereigene Kortisonproduktion anregen.
|                       | Jan | Feb | Mär | Apr  | Mai  | Jun  | Jul  | Aug  | Sep  | Okt  | Nov | Dez |   |      |
| Mittl. Tagesmax. (°C) | 3,0 | 3,0 | 7,0 | 11,0 | 15,0 | 18,0 | 21,0 | 20,0 | 17,0 | 13,0 | 8,0 | 5,0 | ⌀ | 11,8 |
| Mittl. Tagesmin. (°C) | 0,0 | 0,0 | 2,0 | 5,0  | 8,0  | 11,0 | 14,0 | 14,0 | 12,0 | 9,0  | 5,0 | 2,0 | ⌀ | 6,9  |
|                       |     |     |     |      |      |      |      |      |      |      |     |     |   |      |
| Niederschlag (mm)     | 37  | 27  | 34  | 21   | 34   | 45   | 55   | 65   | 47   | 50   | 40  | 48  | Σ | 503  |

| 0,0 |

| 0,0 |

| 2,0 |

| 5,0 |

| 8,0 |

| 11,0 |

| 14,0 |

| 14,0 |

| 12,0 |

| 9,0 |

| 5,0 |

| 2,0 |

| 0,0 |

| 0,0 |

| 2,0 |

| 5,0 |

| 8,0 |

| 11,0 |

| 14,0 |

| 14,0 |

| 12,0 |

| 9,0 |

| 5,0 |

| 2,0 |

## Geschichte

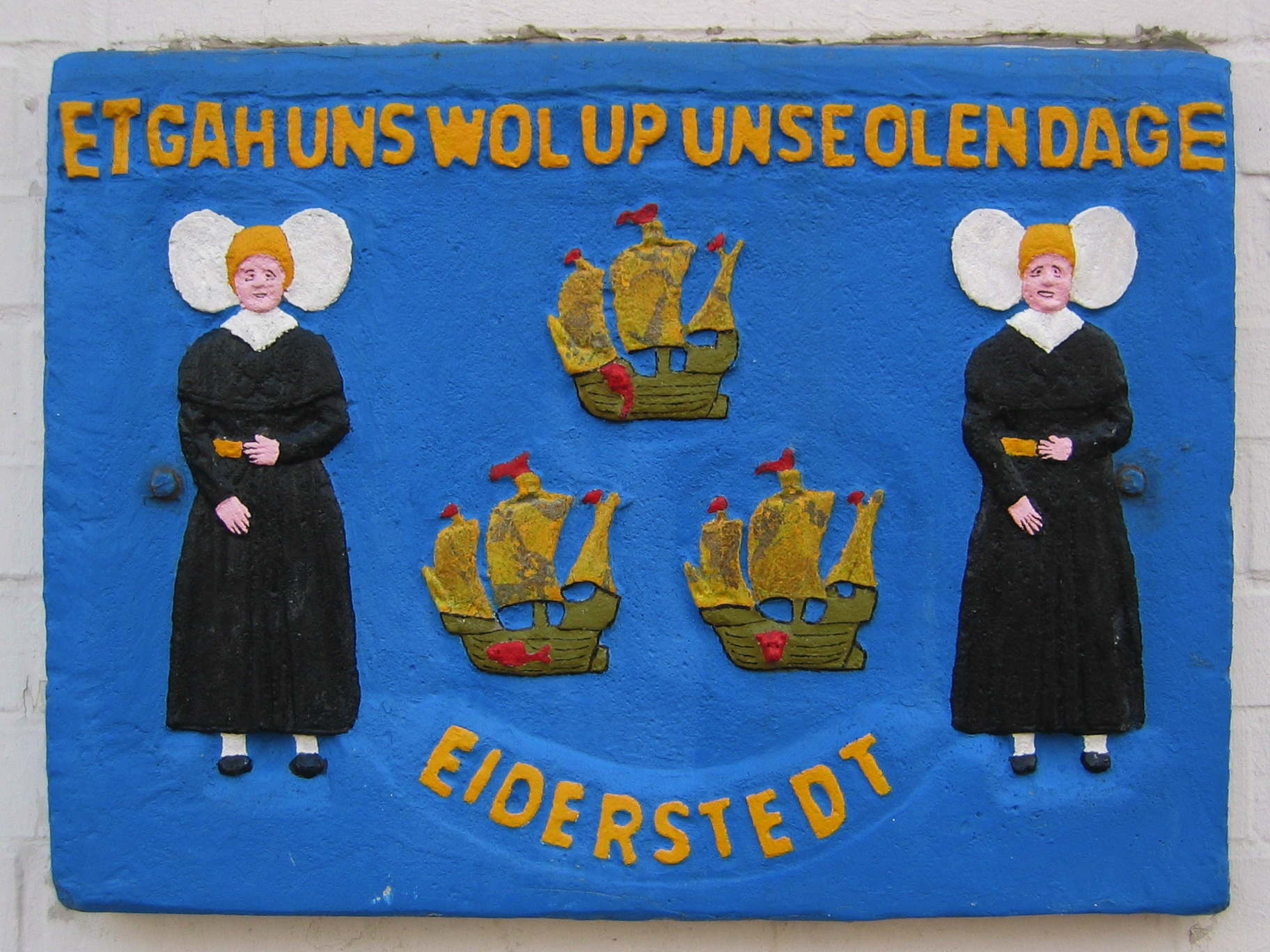
Et gah uns wol up unse olen dage
(„Es gehe uns gut auf unsere alten Tage“)

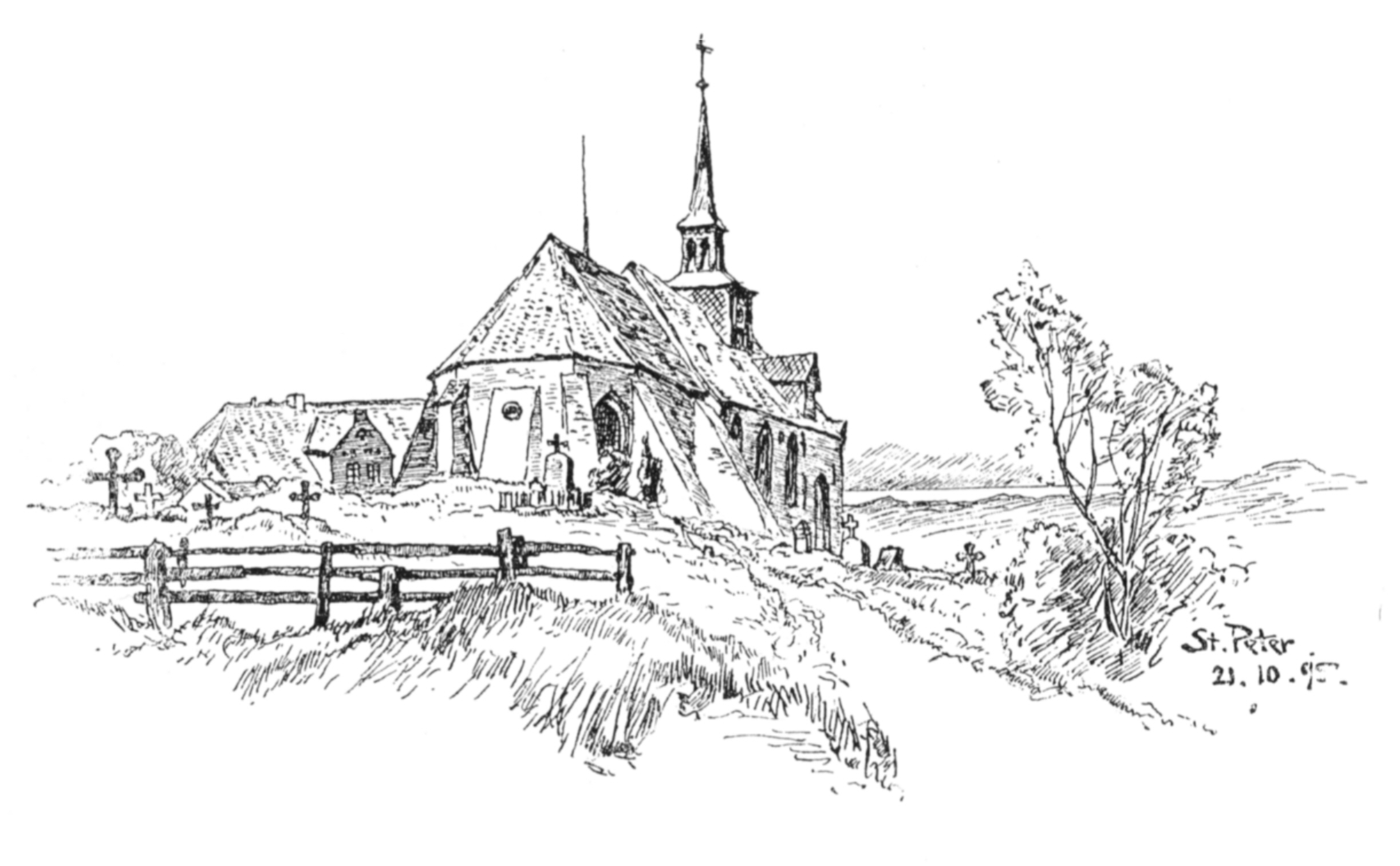
Die Kirche von St. Peter um 1895

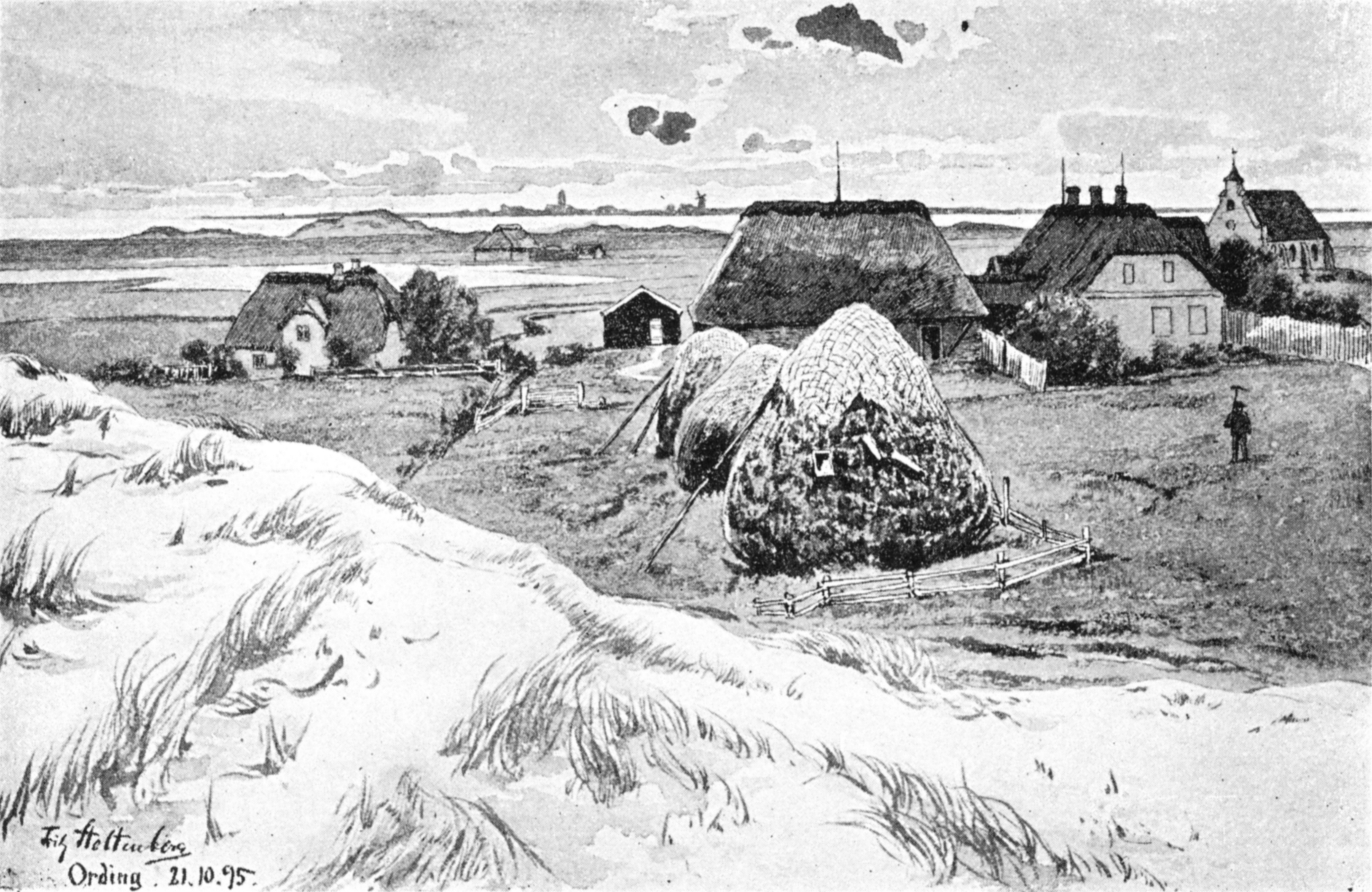
Ording um 1895

Sankt Peter-Ording setzt sich aus mehreren ehemals getrennten Ortsteilen zusammen. Der Name des Dorfes St. Peter geht erstmals aus einer urkundlichen Erwähnung von 1373 hervor. Zuvor hieß der Ort Ulstrup. Der Name der Kirche St. Peter wurde später als Ortsname verwendet, weil Ulstrup durch Versandung viel Land verloren hatte. Es ist belegt, dass bereits die Friesen und Wikinger in diesem Bereich siedelten. Süderhöft/Böhl gab seine Eigenständigkeit nach der Sturmflut von 1553 auf und wurde mit Sankt Peter vereinigt. Der jetzige Ortsteil Ording wird als „Urden“ 1445 in einer Streitschrift erwähnt.
Ording und Sankt Peter vereinigten sich kirchlich bereits 1863, während die kommunale Zusammenlegung zu Sankt Peter-Ording erst am 1. Januar 1967 stattfand. Am 26. April 1970 wurde die Gemeinde Teil des neuen Kreises Nordfriesland. Bis dahin hatte sie zum damaligen Kreis Eiderstedt gehört.
Durch den ständigen Sandflug konnte sich in Sankt Peter-Ording nur wenig professioneller Fischfang etablieren, da durch die Verwehungen kein Hafen angelegt werden konnte. Auch die Landwirtschaft, von der die Bevölkerung vor dem Tourismusboom überwiegend lebte, warf oftmals nicht genug ab, da die Ländereien häufig versandeten, durch Überflutungen versalzten oder in Sturmfluten ganz verloren gingen. Ording büßte so 400 Demat, etwa 200 Hektar ein.
Wegen dieser Bedingungen war die Zahl der Armen in der Bevölkerung groß. Sogenannte Hitzlöper suchten auf den Sandbänken und in den Prielen nach Bernstein, versorgten sich mit Krabben, Muscheln und Plattfischen, sammelten Strandgut. Wertvolle Gegenstände wurden dem Strandvogt wegen der geforderten Abgaben oftmals unterschlagen. Auch gestrandete Schiffe fielen der Strandräuberei zum Opfer.
Insbesondere die Wanderdünen machten den Bewohnern früher zu schaffen. So mussten die Ordinger zweimal ihre Kirche aufgeben, nachdem sie sich zuvor über Jahrzehnte regelmäßig den Weg zum Gottesdienst freischaufeln mussten. Die Bepflanzung der Dünen begann 1826 noch auf Anweisung des dänischen Königs, der bis 1864 über das Herzogtum Schleswig herrschte. Die Grenze bildete damals der Fluss Eider. Nach dem Deutsch-Dänischen Krieg gehörten ab dem Jahr 1867 die Gemarkungen Sankt Peter und Ording zur preußischen Provinz Schleswig-Holstein.
Im Jahr 1872 wurden in Ording die ersten zahlenden Übernachtungsgäste verzeichnet. Als Gründungsdatum des heutigen Seebades gilt das Jahr 1877, in dem in den Dünen des heutigen Ortsteils Bad das erste Hotel erbaut wurde. 1913 wurde das erste Sanatorium errichtet. Ein halbes Jahrhundert später wurden weitere Rehabilitationseinrichtungen erbaut, nachdem 1953 eine starke Jodsolequelle gefunden worden war und 1958 die staatliche Anerkennung als Nordseeheil- und Schwefelbad erfolgt war.
Der erste der charakteristischen Pfahlbauten auf dem Strand wurde 1911 errichtet und nannte sich „Giftbude“, weil es dort wat gift („etwas gibt“). Unter Kennern war insbesondere Cognac damit gemeint. Auch die Verkehrsanbindungen wurden nach und nach verbessert. 1926 entstand die erste Seebrücke zwischen dem Ortsteil Bad und der vorgelagerten Sandbank; 1932 folgte der Anschluss an das Eisenbahnnetz durch die Verlängerung der Bahnstrecke von Husum nach Garding bis nach Ording. Eine bessere Straßenanbindung nach Süden wurde 1973 durch die Errichtung des Eidersperrwerkes ermöglicht.
Sankt Peter-Ording war Drehort mehrerer Film- und Fernsehproduktionen, unter anderem für Jan Delay – Irgendwie, irgendwo, irgendwann, Scooter – One (Always Hardcore), Gegen den Wind, Die Jagd nach dem Bernsteinzimmer und Jetzt oder Nie. 2011 wurden im Ortsteil Bad an der Seebrücke Außenaufnahmen für den Film Rubbeldiekatz (Regie Detlev Buck) gedreht; dabei kamen rund 200 Komparsen zum Einsatz.

## Politik

### Gemeindevertretung
Bei der Kommunalwahl am 14. Mai 2023 wurden insgesamt 17 Sitze vergeben. Von diesen erhielten die Allgemeine Wählergemeinschaft Sankt Peter-Ording und die CDU fünf Sitze, die Grünen drei Sitze, die SPD zwei Sitze und die FDP und Pfau jeweils einen Sitz.

### Bürgermeister
Nach dem Rücktritt des parteilosen Jürgen Ritter im März 2024 wurde Ende Juni desselben Jahres der fraktionslose Boris Pfau zum Bürgermeister gewählt.

### Wappen
Das Wappen und die Flagge wurden am 11. Juli 1967 genehmigt.
Blasonierung: „In Blau zwei schräggekreuzte goldene Schlüssel mit den voneinander abgekehrten Bärten nach oben; zwischen den Schlüsselbärten rechts ein sechsstrahliger goldener Stern und links eine einwärts gekehrte goldene Mondsichel nebeneinander.“
Der Inhalt des Wappens nimmt die Figuren des Kirchspielsiegels von St. Peter auf. Auf dem ältesten Siegel des Kirchspiels von 1376 sind neben den Bildzeichen die Ortsnamen „Ulstorp“ und „Utholm“ zu lesen. Ursprünglich lag die dem heiligen Petrus geweihte Kirche auf der Insel Utholm. Die Attribute des Apostels, die Schlüssel, verweisen zugleich auf den Schutzpatron der Fischer und Seefahrer. Die blaue Schildfarbe bezieht sich auf die unmittelbare Lage an der Nordsee, das Gold der Figuren auf den Strand. Blau und Gold sind zugleich die Farben des Landesteils Schleswig. Stern und Mondsichel werden auch mit der 1445 verlorenen Marienkapelle von Süderhöft und mit St. Nikolai in Ording in Verbindung gebracht.
Das Wappen wurde von dem Brunsbütteler Heraldiker Willy „Horsa“ Lippert gestaltet.

### Flagge
Die Flagge zeigt im Liek ein blaues Feldes, das oben und unten je von einem sehr schmalen weißen und einen etwas breiteren roten Streifen begrenzt wird, die Schlüssel, den Stern und die Mondsichel wie im Wappen.

## Kultur und Freizeit

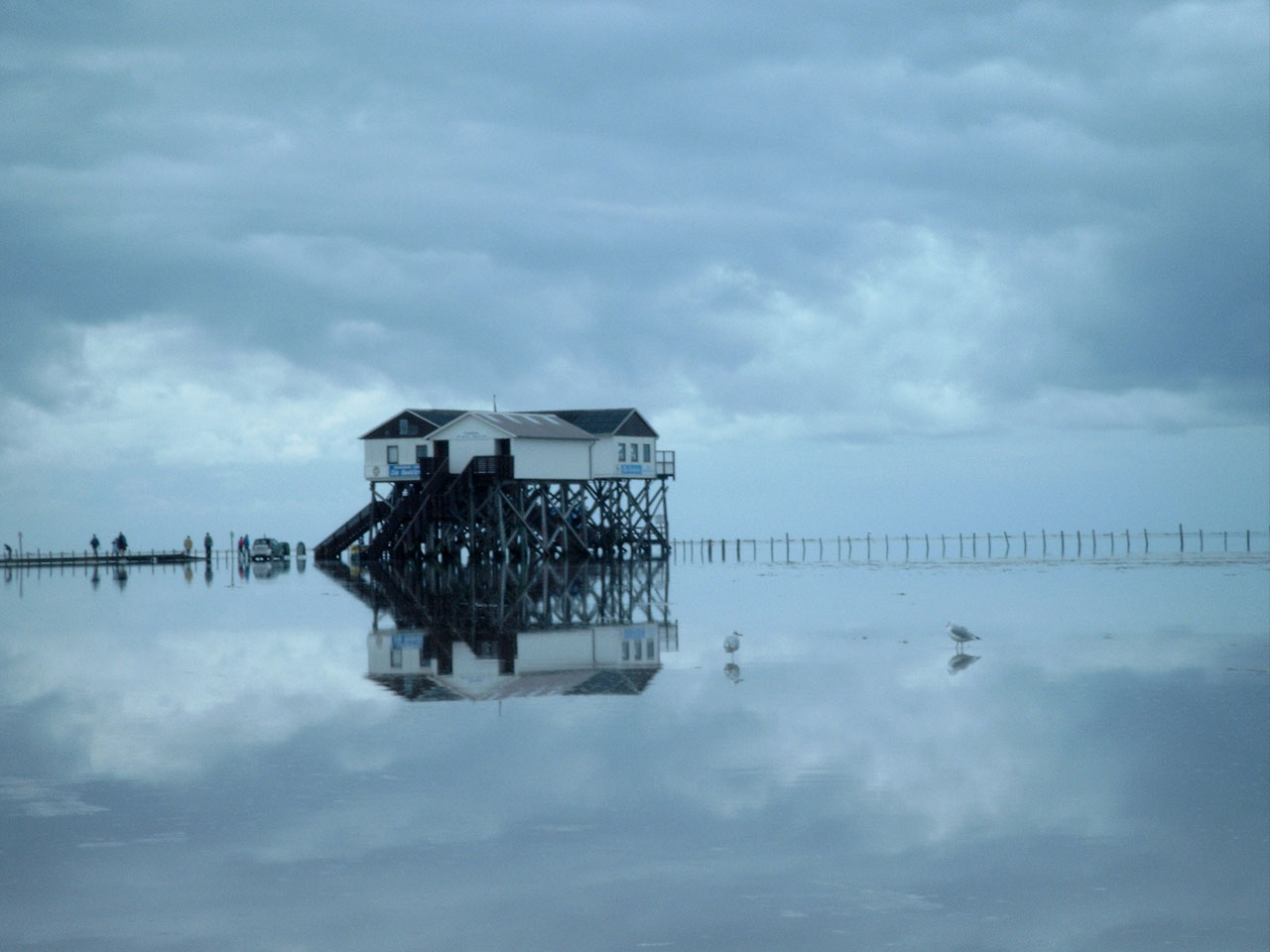
Pfahlbau am Strand bei Hochwasser, nach Beginn der Ebbe

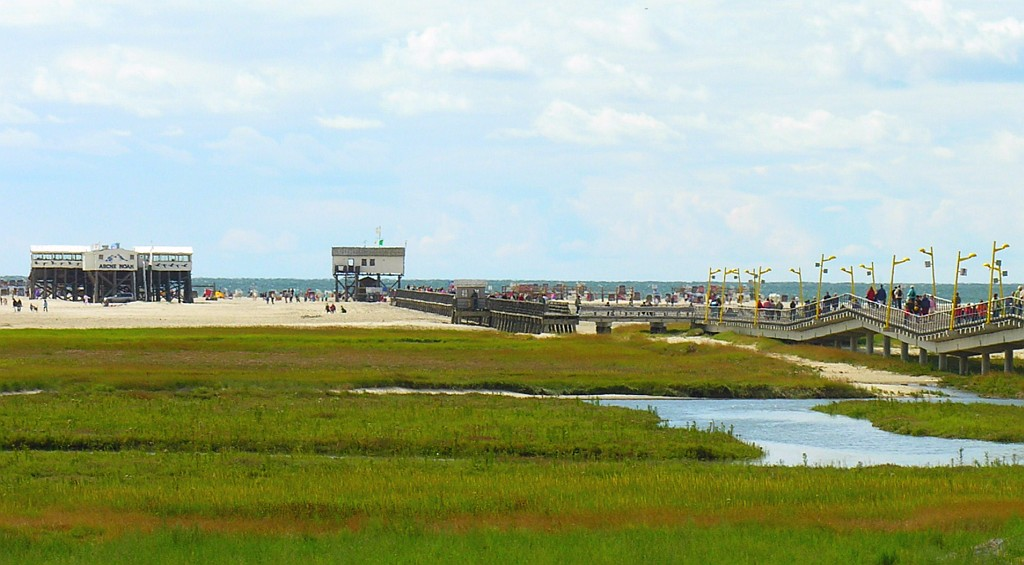
Zugang zum Strand und den Pfahlbauten über die Seebrücke

Wahrzeichen sind die Pfahlbauten am rund zwölf Kilometer langen Sandstrand und der Leuchtturm in Sankt Peter-Böhl.
Sankt Peter-Ording verfügt über ein modernes Freizeit- und Erlebnisbad mit großer Saunalandschaft – die Dünen-Therme. Sie wird mit Nordseewasser, verteilt auf über 1000 m² Wasserfläche, betrieben.
An den fünf Badestellen Böhl, Süd/Dorf, Bad, Ording und FKK/Ording-Nord stehen rund 1400 Strandkörbe. Über „Hotspots“ stehen im Strandkorbbereich Ording und in Teilbereichen des Strandparkplatzes von Ostern bis Ende September registrierungspflichtige Wireless-LAN-Zugänge zur Verfügung.
Im Ortsteil Sankt Peter-Bad führt vom Deich an Buhne 1 bis zu dem Pfahlbau mit Restaurant „Arche Noah“ eine 1095 Meter lange Seebrücke. An den Seebrückenvorplatz schließt sich in südlicher Richtung eine etwa ein Kilometer lange Strandpromenade an. Diese enthält einen Fitness- und Motorikbereich, Themenspielplätze, ein erlebbares Biotop und einen „Familientreff“ (ein Spielhaus für alle Jahreszeiten).
In Sankt Peter-Ording gibt es drei Kirchen. Dies sind die beiden evangelisch-lutherischen Kirchen St. Peter im Ortsteil Dorf (erbaut um 1200) und St. Nikolai in Ording (erbaut 1772), sowie die römisch-katholische Kirche St. Ullrich (erbaut 1957).

### Tierpark
Der „Westküstenpark“ zeigt eine Vielzahl heimischer und exotischer Tiere, unter anderem eine Seehundanlage (Robbarium).

### Museen und Ausstellungen

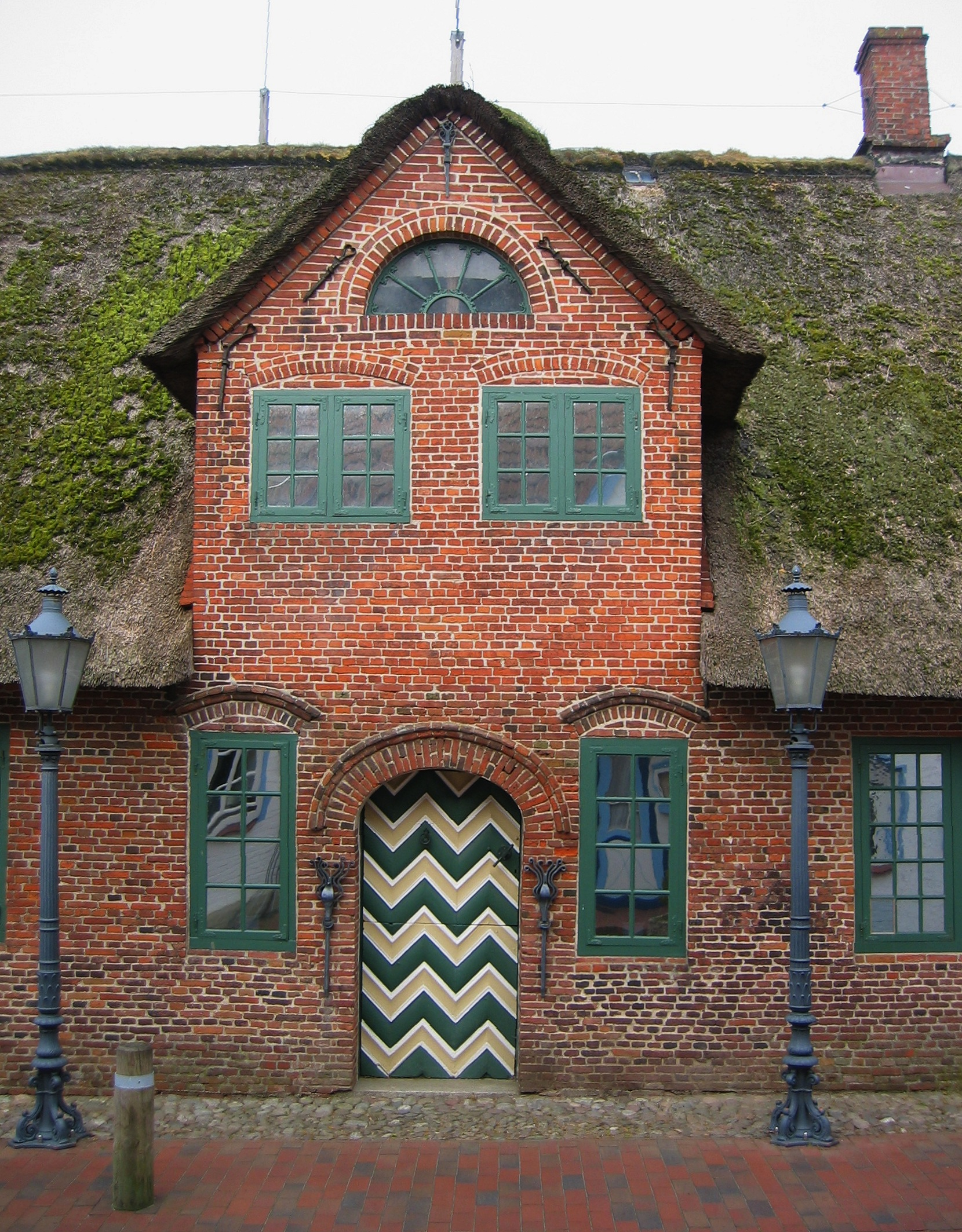
Museum der Landschaft Eiderstedt in der Olsdorfer Straße

In Sankt Peter-Ording ist das Museum der Landschaft Eiderstedt und das Nordseebernsteinmuseum beheimatet. Außerdem kann im Nationalpark-Haus der Schutzstation Wattenmeer eine Ausstellung über das Wattenmeer mit elf Meerwasseraquarien besucht werden.
Ausstellungen aus der reichhaltigen Kunstsammlung der Gemeinde sind im Kunsthaus Wittendün zu besichtigen. Die Kunstinitiative Sankt Peter-Ording präsentiert alljährlich im Juli und August eine Kunstausstellung in der Strandkorbhalle Hungerhamm.

### Sport
Sankt Peter-Ording ist ein beliebtes deutsches Revier zum Wind- und Kitesurfen. Der Ordinger Strand verfügt über eine ausgewiesene Wassersportzone mit Schulungscenter. Der Strand wird ebenso zum Strandsegeln und Kitebuggyfahren benutzt. Der örtliche Strandseglerverein ist der Yachtclub St. Peter-Ording. Er richtet seit 1963 regelmäßig Wettkämpfe, darunter auch Welt- und Europameisterschaften der Strandsegler aus. Häufig sind über bestimmten Strandabschnitten viele Drachen zu sehen. Von 2006 bis 2015 wurde am Strand von Sankt Peter-Ording jährlich der zehn Tage dauernde Kitesurf World Cup, ein Höhepunkt der Kitesurf-Weltmeisterschaften, ausgetragen; mit über 130.000 Zuschauern sowie mehr als 100 Teilnehmern das größte Kitesurf-Event der Welt. Das Event zog mit dem Jahr 2016 nach Fehmarn um. Auch die Beach-Volleyball-Masters werden regelmäßig in Sankt Peter-Ording ausgetragen. Des Weiteren findet jedes Jahr im Sommer (seit 2004) der Gegen-den-Wind-Triathlon statt.

## Wirtschaft und Infrastruktur

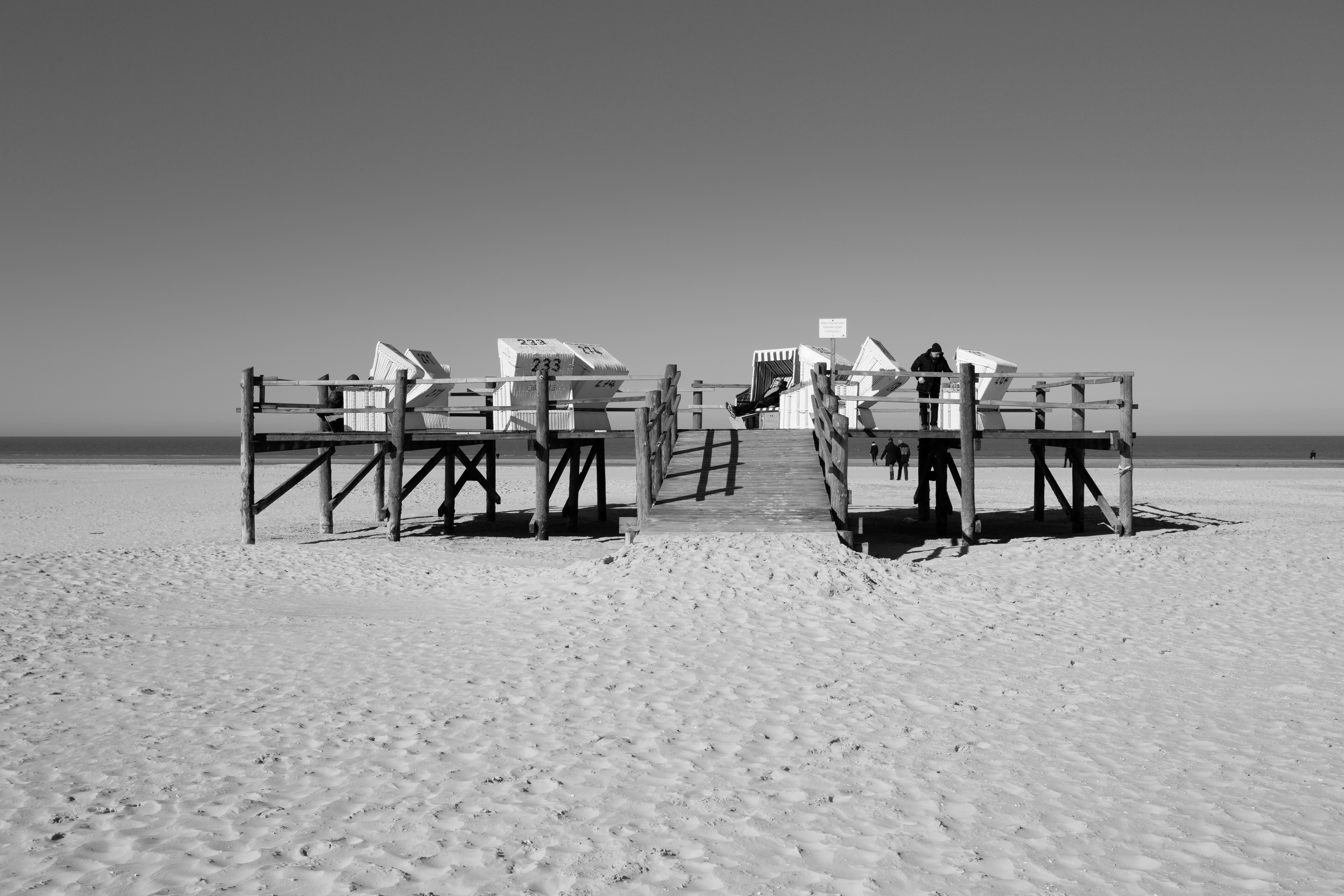
Strandkorbpodest

### Tourismus
Sankt Peter-Ording verfügt über das Prädikat des staatlich anerkannten Heil- und des Seeheilbades. Die Gemeinde vermarktet dies aufgrund der vorhandenen Schwefelquelle als „Nordseeheil- und Schwefelbad“. Aufgrund der hohen Zahl an Übernachtungen gilt der Ort als eines der führenden Seebäder an der Nordseeküste und ist damit eines der bedeutenden Zentren für den Tourismus in Schleswig-Holstein. Im Jahr 2017 lag der Ort mit 1,361 Mio. Übernachtungen auf Platz 2 der Orte an der Nordseeküste Schleswig-Holsteins, sowie Platz 3 bezogen auf ganz Schleswig-Holstein. In diesem Jahr standen 17.000 Gästebetten zur Verfügung.
Als anerkanntes Seebad sind in der Gemeinde mehrere Rehabilitationskliniken ansässig.

### Herausforderungen durch Wachstum
Die hohe und steigende Zahl an Übernachtungen und Tagesbesuchen führt zu Problemen und Reibungsflächen. Zur Verhinderung eines Übertourismus hat die Gemeinde, zum Teil über ihren Eigenbetrieb Tourismus-Zentrale, eine Reihe von Entwicklungsplänen angestoßen.
2016 hat die Tourismus-Zentrale einen „Infrastrukturentwicklungsplan 2025/2030“ auf den Weg gebracht, der fortlaufend ergänzt werden soll. Weitere Konzepte sind das Strandkonzept, das Wohnungsmarktkonzept (2020 zusammen mit dem Nachbarort Tating) und aktuell (2021) das Verkehrskonzept und das Ortsentwicklungskonzept. Begleitend wurde 2020 eine Tourismusakzeptanzstudie vorgestellt.
Am Ziel einer wachsenden Tourismusbranche wird festgehalten. In den Planungen werden folgende Konfliktfelder benannt:

Überformung des gewachsenen Ortsbildes und unbebauter Flächen durch Abriss- und Neubautätigkeit, Umwandlung von Dauerwohneinheiten zu Gästeunterkünften, hoher Zweitwohnungsanteil, Verdrängung der einheimischen und arbeitenden Bevölkerung in Nachbargemeinden, Natur- und Flächenverbrauch am und im Nationalpark, Konflikte zwischen Nutzergruppen an den Stränden (Sportler, Familien mit Kindern, Hundehalter).

### Bildung

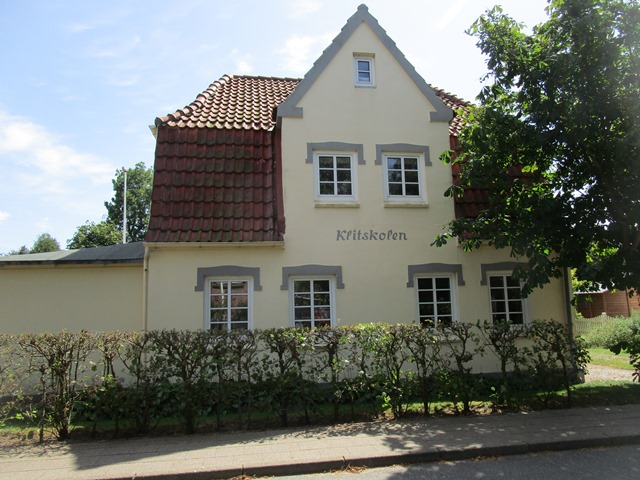
Die frühere dänische Schule Klitskolen (≈ Dünenschule), nun dänisches Kulturhaus

In der Gemeinde sind folgende Schulen vorhanden:
- Utholm-Schule (Grundschule), Kirchenleye (158 Schüler in 9 Klassen)
- Nordseeschule (Gymnasium mit Gemeinschaftsschulteil, Europaschule), Pestalozzistraße (683 Schüler in 31 Klassen), Schülerzahlen aus dem Schuljahr 2018/2019.[26] Ein Teil der Schüler der Nordseeschule lebt im Nordsee-Internat, Pestalozzistraße (2020: 106 Schüler[27])

Ehemalige Schulen:
- dänische Schule Klitskolen (1984 geschlossen)
- Westküstenschule (Realschule, ab 2010 mit dem Nordseegymnasium zusammengelegt)

### Verkehr

#### Motorisierter Individualverkehr
Sankt Peter-Ording ist am westlichsten Abschnitt der Bundesstraße 202 direkt an das deutsche Fernstraßennetz angeschlossen. Der genannte Abschnitt zweigt in Tönning von der Bundesstraße 5 höhenfrei in westlicher Richtung ab.
Ein vom motorisierten Individualverkehr aus südlicher Richtung häufig genutzter alternativer Zugang erfolgt seit Errichtung des Eidersperrwerks am Purrenstrom über ein Netz verschiedener Landesstraßen in Schleswig-Holstein. Im Einzelnen handelt es sich um die Route ausgehend von der Bundesstraße 203 (Abschnitt Heide–Büsum) über die Landesstraßen 153, 305 und 33. Zugang zur Bundesstraße 203 besteht an der Anschlussstelle Heide-West (Nr. 2) der Bundesautobahn 23.

#### Eisenbahn

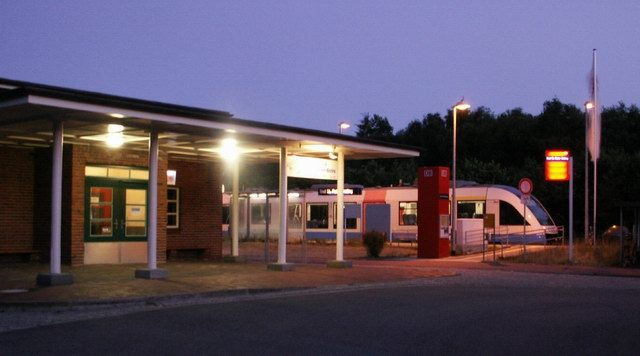
Der Kopfbahnhof Bad St. Peter-Ording

Sankt Peter-Ording ist Endpunkt der Bahnstrecke Husum–Bad St. Peter-Ording. Diese Strecke wird im Schienenpersonennahverkehr von früh morgens bis etwa Mitternacht in beiden Richtungen jeweils im Stundentakt befahren. Es gibt zwei von DB Station&Service betriebene Bahnstationen, Bad St Peter Süd und Bad St Peter-Ording.

#### Bus
Die Gemeinde verfügt über ein gemeindliches Linienbusnetz. Der Betrieb im Linienverkehr vom sogenannten Ortsbus St. Peter-Ording bindet alle Ortsteile von Sankt Peter-Ording an und kann mit der Gästekarte kostenlos genutzt werden. Das Angebot besteht aus (saisonal variierend) drei bzw. zwei Linien, die (Stand 2021) durch eine Betriebskonzession (bis vorerst Sommer 2029) an das Verkehrsunternehmen Autokraft vergeben ist:
Im Zeitraum April bis Anfang November werden üblicherweise folgende Verbindungen angeboten:
Linie 1: Böhler Strand – Bahnhof Ording – Brösum
Linie 2: Brösum – Bahnhof Ording – Böhler Strand
Linie 3: Marktplatz – Bad/Zentrum – Marktplatz (Cityshuttle/Citybus)
In der übrigen Zeit werden folgende Verbindungen angeboten:
Linie 1: Überführung Böhler Strand – Bahnhof Ording – Brösum
Linie 2: Brösum – Bahnhof Ording – Überführung Böhler Strand

#### Fahrrad
Die Verkehrsführung erfolgt im geschlossenen Siedlungsbereich weitgehend im Mischverkehr mit Kraftfahrzeugen (teilweise auf Schutzstreifen, in Teilen auch gemeinsam mit Fußgängern). Im Außenbereich sind entlang der stärker frequentierten Durchgangsstraßen straßenbegleitende Radwege vorhanden; ansonsten folgt die Verkehrsführung auf wenig befahrenen Wirtschaftswegen.
Radtouristisch ist Sankt Peter-Ording angeschlossen an den Nordseeküsten-Radweg. Dieser bildet den deutschen Teilabschnitt der EuroVelo-Route 12, die komplett um die Nordsee durch insgesamt sechs Staaten führt.
Sankt Peter-Ording ist auch Ausgangspunkt für den Themenradweg Wikinger-Friesen-Weg, der dem früheren Handelsweg der Wikinger und Friesen bis nach Maasholm an der Ostsee folgt.
Darüber hinaus vermarktet die Lokale Tourismusorganisation auch das umliegende Radwegenetz auf der Halbinsel auf verschiedenen Radrouten.

## Persönlichkeiten

### Söhne und Töchter der Gemeinde
- Jakob Peters (1873–1944), Tierzuchtdirektor und Rinderzüchter
- Alwin-Broder Albrecht (1903–1945), Marineoffizier, einer der Adjutanten Adolf Hitlers während des Zweiten Weltkrieges
- Jürgen Feddersen (* 1944), Politiker
- Peter-Olaf Hoffmann (* 1947), Kommunalpolitiker, Bürgermeister von Dormagen
- Uwe Carstens (* 1948), Politologe und Soziologe
- Dietrich Ebert (* 1948), Illustrator und Grafikdesigner
- Frauke Petersen (* 1950), Bildende Künstlerin

### Mit Sankt Peter-Ording verbunden
- Fritz Wischer (1869–1949), Schriftsteller niederdeutscher Sprache, lebte hier
- Henry Everling (1873–1960), Bürgerschaftsabgeordneter und Senator in Hamburg, Ehrenbürger von Ording 1953
- Friedrich Karl Gotsch (1900–1984), Maler und Grafiker, wohnte seit seiner Entlassung aus britischer Kriegsgefangenschaft hier und betrieb von 1946 bis 1948 eine Malschule als Nebenstelle des Baukreises
- Erich Duggen (1910–1989), Maler, lebte hier
- Hugo Kraas (1911–1980), SS-Führer, leitete hier von 1969 bis zu seinem Tod ein Kinderkurheim
- Béatrice du Vinage (1911–1993), deutsch-schwedische Malerin, Grafikerin, Fotografin und Journalistin
- Knut Kiesewetter (1941–2016), Jazzmusiker, besuchte das Nordseegymnasium
- Doris Kunstmann (* 1944), Schauspielerin, besuchte das Nordsee-Internat
- Jürgen Koppelin (* 1945), langjähriger Bundestagsabgeordneter (FDP), lebt hier
- Ursula Sassen (* 1947), Politikerin, lebt hier
- Iris Berben (* 1950), Schauspielerin, besuchte das Nordsee-Internat
- Jennifer Nitsch (1966–2004), Schauspielerin, hier beerdigt
- Helmut Barz (* 1969), Autor und Regisseur, hier aufgewachsen